# Alí Humar
Alí Humar González (Mesitas del Colegio, 19 de agosto de 1945-Bogotá, 29 de junio de 2021) fue un actor, director y presentador de televisión colombiano, reconocido principalmente por haber dirigido el longevo programa de humor Sábados felices. Era padre de la actriz Juanita Humar, del abogado Fabio Andrés Humar, de la Comunicadora Valentina Humar, y hermano de la también actriz Yamile Humar, junto con 8 hermanos más, Gabriel, Alfredo, Farid, Zoad, Jairo, Ernesto, Sefy y Soledad.

## Biografía

### Carrera
Hijo de padre palestino y madre colombiana, Humar se inició en el mundo del teatro, vinculándose a finales de la década de 1960 al grupo de teatro de Santiago García en Bogotá. En 1969 integró el elenco de la serie de televisión Candó, hecho que se convertiría en su primera experiencia en una larga y fructífera carrera en la televisión colombiana. En la década de 1970 siguió ligado a la televisión como actor y como director, apareciendo en el reparto de producciones como La herencia, La feria de las vanidades y La abuela.
En la década de 1980 decidió enfocarse de lleno en la dirección. En 1984 dirigió Los cuervos, serie de misterio escrita por Julio Jiménez que obtuvo una gran aceptación de parte del público colombiano. Tres años después dirigió Lola calamidades, producción nuevamente escrita por Jiménez y protagonizada por Nórida Rodríguez y José Luis Paniagua. En la década de 1990 continuó dirigiendo producciones de televisión, de las que se destacan Herencia maldita (1990), Señora Isabel (1993), Copas amargas (1996), Castillo de naipes (1998) y Tabú (1999).
En 2002 fue invitado por Bernardo Romero Pereiro a integrar el reparto como actor de la telenovela Siete veces Amada, oferta que tardó en aceptar debido a que no actuaba desde finales de la década de 1970. En 2008 regresó a las pantallas como actor en la serie Sin senos no hay paraíso, donde interpretó el papel de Pablo Morón. En la misma década se convirtió en el director del popular programa de humor Sábados felices, cargo que ocupó hasta 2019.

### Vida personal
Era el padre de la actriz Juanita Humar, hermano de la escritora y actriz Yamile Humar y tío de la modelo, actriz y presentadora Catalina Aristizábal.
Murió el 29 de junio de 2021 en la Fundación Santa Fe de Bogotá, donde había sido internado desde el día 14 del mismo mes, por una enfermedad pulmonar aguda agravada por COVID-19.